# Associazione Calcio Treviso 1961-1962
Questa voce raccoglie le informazioni riguardanti l'Associazione Calcio Treviso nelle competizioni ufficiali della stagione 1961-1962.

## Rosa
| N. |                   | Ruolo | Calciatore         |
| -- | ----------------- | ----- | ------------------ |
|    | Italia (bandiera) | C     | Giorgio Baldo      |
|    | Italia (bandiera) |       | Borghesan          |
|    | Italia (bandiera) | A     | Giuseppe Cecchetto |
|    | Italia (bandiera) |       | Cescon             |
|    | Italia (bandiera) | C     | Giovanni Dal Pozzo |
|    | Italia (bandiera) | C     | Luciano D'Andrea   |
|    | Italia (bandiera) | D     | Tito Marcato       |
|    | Italia (bandiera) | D     | Renato Mattiello   |
|    | Italia (bandiera) | D     | Luciano Mingardi   |
|    | Italia (bandiera) | A     | Sandro Minto       |
|    | Italia (bandiera) | D     | Alessio Nicolè     |
|    | Italia (bandiera) | A     | Franco Novello     |

| N. |                   | Ruolo | Calciatore          |  |
| -- | ----------------- | ----- | ------------------- |  |
|    | Italia (bandiera) | C     | Michelangelo Oberda |  |
|    | Italia (bandiera) | A     | Ugo Pierri          |  |
|    | Italia (bandiera) | P     | Adriano Reginato    |  |
|    | Italia (bandiera) | A     | Giovanni Rovatti    |  |
|    | Italia (bandiera) | P     | Narciso Soldan      |  |
|    | Italia (bandiera) | C     | Gennaro Spangaro    |  |
|    | Italia (bandiera) | A     | Giovanni Sperotto   |  |
|    | Italia (bandiera) | C     | Marcello Venier     |  |
|    | Italia (bandiera) |       | Viale               |  |
|    | Italia (bandiera) |       | Villanova           |  |
|    | Italia (bandiera) | A     | William Zagatti     |  |